# Pucok Alue Satu
Pucok Alue Satu is een bestuurslaag in het regentschap Aceh Timur van de provincie Atjeh, Indonesië. Pucok Alue Satu telt 579 inwoners (volkstelling 2010).